# Kazimierz Korcelli
Kazimierz Stefan Korcelli est un journaliste, dramaturge et critique de théâtre polonais né le 2 septembre 1903 à Łódź et mort le 31 juillet 1987 à Varsovie,.

## Biographie
En 1925, il est diplômé de du lycée Kopernik de Łódź. Pendant ses études, il est rédacteur en chef de Życie Młodzieży. Il étudie ensuite le droit à l'université de Varsovie,. De 1929 à 1932, il travaille à la Chambre des métiers de Łódź. Parallèlement, il est correspondant du Kurier Poranny à Łódź. De 1932 à 1939, il dirige la rédaction de la branche de Łódź du Ilustrowany Kurier Codzienny et est critique de théâtre pour le Dziennik Łódzki, tout en publiant dans la Republika.
Pendant la Seconde Guerre mondiale, il participe à la campagne de Pologne. Par la suite, il séjourne à Varsovie et à Głuchów, près de Skierniewice, subvenant à ses besoins en tant que professeur d'enseignement secret. Parallèlement, il participe aux activités du parti populaire Wola Ludu. En 1945, il s'installe à nouveau à Łódź et devient rédacteur en chef de l'organe du parti populaire : Zielony Sztandar, Wola Ludu, Dziennik Ludowy (1945-1946) et cofondateur et rédacteur en chef du magazine mensuel Dialog (à partir de 1956).
Il est directeur du département des mouvements artistiques amateurs du ministère de la culture et de l'art et cofondateur de l'ensemble de chants et de danses folkloriques Mazowsze. Il est membre de l'Union des écrivains polonais et membre du Parti populaire et du Parti paysan unifié (1945-1977).
Il crée des pièces ironiques et grotesques décrivant la vie morale et politique en Pologne avant la Seconde Guerre mondiale, pendant l'occupation et dans la période d'après-guerre.
Il est enterré dans une tombe familiale au cimetière militaire de Powązki à Varsovie (section H-12-21).

## Vie privée
Il est le fils de Jan Korcelli et le père du directeur de la photographie Jacek Korcelli (pl), époux de la réalisatrice Anna Sokołowska (pl). Après la Seconde Guerre mondiale, il vit à Łódź au 15 avenue A. Mickiewicza, dans la Maison des écrivains, et à Varsovie au 6/10 Rynek Nowego Miasta.

## Récompenses et distinctions
- 1955 : Médaille du 10e anniversaire de la république populaire de Pologne[1]
- 1955 : Croix de Chevalier de l'Ordre Polonia Restituta[1],[6]
- 1964 : Zasłużony Działacz Kultury (pl)[1]